# Endo (Band)
Endo ist eine US-amerikanische Metal-Band aus Miami, Florida, die im Jahr 1995 gegründet wurde, sich 2007 auflöste und seit 2012 wieder aktiv ist.

## Geschichte
Die Band wurde im Jahr 1995 gegründet und bestand aus Lou Orenstein, Diego Ponsa, Reggie Barret, Steve Morris und Gil Bitton, wobei nicht genau bekannt ist, welches Mitglied welche Position einnahm. In der Folgezeit veränderte sich die Besetzung der Band stark, woraufhin sie 1998 aus dem Sänger Gil Bitton und dem Bassist Zelick, dem Schlagzeuger Joel Suarez und dem Gitarrist Eli Parker bestand. Nachdem die Band 1999 einen Vertrag bei Concrete Management unterzeichnet hatte, folgten Auftritten im Vorprogramm von den Foo Fighters und Static-X, woraufhin die Band einen Vertrag bei DV8 erreichte, einem Label das von Columbia Records verwaltet wurde. In der folgenden Zeit folgten Auftritte unter anderem als Vorband von Chevelle, Korn und Marilyn Manson. Bei DV8 erschien im März 2001 das Debütalbum Evolve. Das Lied Malice von dem Album war auf dem Soundtrack zum Film Dracula 2000 enthalten. Auf dem zweiten Album namens Songs for the Restless aus dem Jahr 2003 war Joe Eshkenazi als neuer Schlagzeuger vertreten. Das auf dem Album enthaltene Lied Simple Lies war zudem auf dem Soundtrack zum Film Daredevil enthalten. Im selben Jahr spielte die Band zudem auch auf dem Ozzfest. Im Folgejahr trennte sich die Band von V8 wieder. 2005 gab die Band an, die Arbeiten zu ihrem dritten Album beendet zu haben. Jedoch sollte das Album nie erscheinen, da sich die Band im Jahr 2007 auflösen sollte.
Im Jahr 2012 fand sich die Band wieder zusammen, wobei Grover L. Norton III als neuer Schlagzeuger und Derek Gormley als neuer Bassist vertreten war. Im Jahr 2013 erschien in Eigenveröffentlichung das Album Wake the Fuck Up. Im Sommer desselben Jahres hielt die Band eine Tour durch die USA ab.

## Stil
Laut William Ruhlmann von Allmusic spiele die Band auf Evolve Rap Metal, im Stil von Korn und Rage Against the Machine. Die Rhythmen würden meist aus simplen Powerchords bestehen, während der Gesang meist wütend und nur gelegentlich hoffnungsvoll klinge. Laut Johnny Loftus von Allmusic habe sich die Band auf Songs for the Restless vom Rap Metal entfernt und würde nun mehr Metal im Sinne von Deftones und Staind spielen. Der Gesang sei nun melodischer Klargesang.

## Diskografie
- 2001: Evolve (Album, DV8)
- 2003: Songs for the Restless (Album, DV8)
- 2013: Wake the Fuck Up (Album, Eigenveröffentlichung)